# Natsuko Yokosawa
Natsuko Yokosawa (横澤 夏子 Yokosawa Natsuko?,  Itoigawa, Prefectura de Niigata, 20 de julio de 1990) es una actriz y comediante japonesa, afiliada a Yoshimoto Creative Agency.

## Filmografía

### Apariciones regulares
| Año  | Título               | Cadena   | Notas              |
| ---- | -------------------- | -------- | ------------------ |
| 2011 | Power Purin          | TBS      | Regular            |
| 2013 | Zip!                 | NTV      | Regular            |
| 2015 | Piramekino 640       | TV Tokyo | Regular            |
| 2015 | Futto Word 10        | NTV      | Regular            |
| 2016 | High Noon TV Viking! | Fuji TV  | Solo los miércoles |
| 2016 | King's Brunch        | TBS      | Bisemanal          |

### Net series
| Año  | Título                             | Cadena  |
| ---- | ---------------------------------- | ------- |
| 2013 | Guru Nai Omoshirosō e Irasshai! SP | NTV     |
| 2013 | On Batt+                           | NHK TV  |
| 2013 | Bakushō Red Carpet                 | Fuji TV |
| 2013 | Hi 10 Engei Parade                 | TBS     |
| 2015 | R-1 Grand Prix 2015                | Fuji TV |
| 2015 | Rhythm Neta A Gogo                 | TBS     |
| 2016 | R-1 Grand Prix 2016                | Fuji TV |
| 2016 | Tsugikurumon                       | Fuji TV |

### Variedades
| Año  | Título                                                     | Cadena   |
| ---- | ---------------------------------------------------------- | -------- |
| 2010 | Waratte Iitomo!                                            | Fuji TV  |
| 2010 | Varacolle                                                  | TV Asahi |
| 2012 | Hanamaru Market                                            | TBS      |
| 2013 | Beat Takeshi no Ikaganomonokai                             | TV Asahi |
| 2013 | Tonneruzu no Minasan no Okage deshita                      | Fuji TV  |
| 2014 | Oha Suta                                                   | TV Tokyo |
| 2014 | Wao                                                        | Fuji TV  |
| 2014 | Honmadekka!? TV                                            | Fuji TV  |
| 2014 | Kosakin, Amami no Chō Hakkutsu! Monomane Variety: Manemono | Fuji TV  |
| 2015 | Akeruna Kiken                                              | TBS      |
| 2015 | London Hearts                                              | TV Asahi |
| 2015 | Sakurai, Ariyoshi: The Yakai                               | TBS      |
| 2015 | Ameagari Kesshi-tai no Talk Bangumi Ame-talk!              | TV Asahi |
| 2015 | Monomane Grand Prix                                        | NTV      |
| 2015 | Nichiyō Familia                                            | Fuji TV  |
| 2015 | Nep League                                                 | Fuji TV  |
| 2015 | Onegai! Ranking                                            | TV Asahi |
| 2016 | Lion no Gokigenyō                                          | Fuji TV  |
| 2016 | Gyoretsu no Dekiru Horitsu Sodansho                        | NTV      |
| 2016 | Mezamashi TV                                               | Fuji TV  |
| 2016 | Ari Yori no Ari                                            | TBS      |
| 2016 | Last Kiss: Saigo ni Kiss suru Date                         | TBS      |
| 2016 | Sunday Japon                                               | TBS      |
| 2016 | Uchikuru!?                                                 | Fuji TV  |
| 2016 | Masahiro Nakai no Mininaru Toshokan                        | TV Asahi |

### Televisión
| Año  | Título                                           | Rol              | Cadena   | Notas      | Ref.  |
| ---- | ------------------------------------------------ | ---------------- | -------- | ---------- | ----- |
| 2014 | Ore no Dandyism                                  | Sakurako Kosakai | TV Tokyo |            |       |
| 2015 | Taiko Mochi no Tatsujin: Tadashī ×× no Home-kata | Mari Obayashi    | TV Tokyo | Episodio 3 |       |
| 2016 | Jūhan Shuttai!                                   | Reiko Kaneko     | TBS      | Episodio 4 |       |
| 2016 | Seisei Suru Hodo, Aishiteru                      | Kasumi Saeki     | TBS      |            | [ 3 ] |

### Radio
| Título                    | Cadena | Notas          |
| ------------------------- | ------ | -------------- |
| Nobuhiko Otani: Kikimasu! | NBS    | Solo los lunes |

### Anuncios
| Año  | Título                                  | Notas               | Ref.  |
| ---- | --------------------------------------- | ------------------- | ----- |
| 2016 | NTT DoCoMo                              | Anuncio de Internet | [ 4 ] |
| 2016 | Kanebo Cosmetics Evita Beauty Whip Soap | Anuncio de Internet | [ 5 ] |